# Familie 13
Met Familie 13 wordt een groep Griekse handschriften van de Evangeliën aangeduid. De handschriften zijn vervaardigd tussen de 11e en de 15e eeuw, en hebben een aantal bijzondere tekstvarianten gemeenschappelijk. Ze plaatsen bijvoorbeeld het verhaal van Jezus en de op overspel betrapte vrouw in het Evangelie volgens Lucas, in plaats van in het Evangelie volgens Johannes (in onze bijbel staat het in Johannes 7:53-8:11). Men neemt aan dat de handschriften van familie 13 alle afstammen van een in unciaal (met hoofdletters geschreven) handschrift, dat waarschijnlijk uit de 7e eeuw dateert. Familie 13 dankt zijn naam aan een in minuskel (cursief geschreven) handschrift 13 dat in Parijs bewaard wordt.
De gemeenschappelijke eigenschappen van familie 13 zijn het eerst ontdekt in vier handschriften. Familie 13 heeft steeds meer leden gekregen, sommige geleerden rekenen  wel 13 handschriften er toe.

## Geschiedenis
Het eerste artikel over familie 13 verscheen in het jaar 1877, in een boek dat T.K. Abbott deed verschijnen namens zijn overleden vriend William Ferrar. Ferrar had vier Griekse in minuskel (in schuinschrift geschreven) handschriften met elkaar vergeleken en duidelijk aangetoond dat ze een gemeenschappelijke oorsprong hadden. Zijn werk A Collation of Four Important Manuscripts (vergelijking van vier belangrijke handschriften), was de eerste wetenschappelijke poging om het verloren handschrift te achterhalen, waarvan deze handschriften afstammen.
Ferrar vergeleek vier minuskelhandschriften met elkaar:
- Minuskel 13 (Bibliothèque nationale de France te Parijs),
- Minuskel 69 (Leicester Public Records Office, Leicester, (Verenigd Koninkrijk)),
- Minuskel 124 (Wenen, Oostenrijk),
- Minuskel 346 (Biblioteca Ambrosiana te Milaan, Italië).

Ferrar maakte zelf een afschrift van drie van de minuskels, en had van handschrift 69 een betrouwbaar afschrift dat door iemand anders was vervaardigd. Hij toonde aan, dat de leden van familie 13 alle op dezelfde manier afwijken van de geaccepteerde tekst.  
In 1913  was ook Hermann von Soden van mening dat de leden van familie 13 een gemeenschappelijke voorouder hebben. 
In 1941 verschijnt een onderzoek van Kirsopp en Silva Lake naar de handschriften van familie 13. In hun artikel:  Familie 13 (de Ferrar Groep): de tekst van Marcus, rekenen ze tien handschriften tot familie 13: 13, 69, 124, 346, 543, 788, 826, 828, 983, en 1689. 
Dit artikel beschrijft alles wat bekend was over de herkomst van ieder handschrift afzonderlijk. Veel handschriften hebben iets te maken met Calabrië: handschrift 124 en 174 zijn in Calabrië geschreven, terwijl de meeste leden van de familie lezingen bevatten ter ere van de Calabrische leden van de heiligenkalender. 
Sommige handschriften van ´´familie 13´´ bevatten bovendien identieke aardrijkskundige informatie, die uit de 7e eeuw afkomstig lijkt te zijn.
In 1961 publiceerde Jacob Geerlings drie artikelen (Matteüs, Lucas, en Johannes) over ´´familie 13´´, er bestaat echter kritiek op de wetenschappelijke werkwijze van dit artikel.
Tegenwoordig rekent men 13 handschriften tot ´´familie 13´´  (13, 69, 124, 174, 230, 346, 543, 788, 826, 828, 983, 1689, en 1709), al stelt het laatste werk van Barbara Aland, Klaus Wachtel, en anderen die verbonden zijn aan het  Institut für neutestamentliche Textforschung te Münster, Duitsland, dat enkele van deze familieleden meer lijken op de in meerderheid Byzantijnse Tekst, en daarom tot ´´familie 13´´ behoren.
In 1924 stelde B.H. Streeter voor dat ´´Familíe 13´´ moest worden beschouwd als tak van een apart Caesareaans teksttype, dat op een aantal punten af zou wijken van zowel het Byzantijnse, het Westerse als het Alexandrijnse teksttype. Deze visie wordt door sommige, maar niet door alle deskundigen gedeeld.